# Kanan (Osaka)
Kanan (河南町 Kanan-chō?) es un pueblo localizado en la prefectura de Osaka, Japón. En agosto de 2019 tenía una población estimada de 15.765 habitantes y una densidad de población de 624 personas por km². Su área total es de 25,26 km².

## Geografía

### Localidades circundantes
- Prefectura de Osaka
  - Tondabayashi
  - Taishi
  - Chihayaakasaka
- Prefectura de Nara
  - Katsuragi

## Demografía
Según datos del censo japonés, la población de Kanan se ha mantenido estable en los últimos años.
| Año del censo | Población |
| ------------- | --------- |
| 1995          | 15.913    |
| 2000          | 17.341    |
| 2005          | 17.545    |
| 2010          | 17.040    |
| 2015          | 16.126    |